# Anisodes coecaria
Anisodes coecaria är en fjärilsart som beskrevs av Achille Guenée 1858. Anisodes coecaria ingår i släktet Anisodes och familjen mätare. Inga underarter finns listade i Catalogue of Life.